# Cei 7
Cei 7 este un desen animat de comedie apărut în România în 2015. Este vorba despre povestea celor 7 pitici, doar că arată ce trăsnăi pățesc zi de zi în Jollywood. Personajele principale sunt bine cunoscuții pitici Doc, Hapciu, Rușinosul, Voiosul, Somnorosul, Mutulică și Morocănosul. Primul sezon are 24 de episoade.

## Participanți la actiune
- Doc este cel mai isteț dintre pitici, face tot felul de mașinării avansate și are o pălărie cu tot felul de lucruri.
- Hapciu mereu strănută, nu există zi în care n-o face. E alergic la aproape orice. El are tot felul de batiste.
- Rușinosul e cel mai fricos dintre pitici. El se ascunde mereu în pălăria lui, dar când vine vorba să o ajute pe Regina Încântătoare, prinde curaj mare.
- Voiosul e cel mai vesel dintre toți. Zâmbește mereu și cântă mult. Îl enervează la culme pe Morocănos.
- Somnorosul doarme cel mai mult. Poartă mereu o pijama.
- Mutulică este un pitic ce doar imită sunete de animale și fluieră. Se comportă de obicei ca un cățel și e singurul dintre pitici fără barbă.
- Morocănosul este cel mai supărat dintre toți. Mai e vesel, dar rare ori. E fan brânză, mai ales de cea de la capra lui, Gizel.
- Regina încântătoare este o regină mereu veselă și puțin trăznită. Îi plac animalele, mai ales pe Sir Lătrător și pe Papagalul din coroana ei. Îi plac murăturile. Când are un necaz sună din clopotul Bing-Bong și face "Ni-no Ni-no" și coroana ei scoate lumini de alarmă. Ea îi cheamă pe pitici când are necazuri.
- Scorțosul e tare serios. Îi urăște pe pitici. Îi e loială reginei.
- Sir Lătrător este câinele reginei. Îi plac murăturile
- Papagalul este papagalul reginei. Iese de rareori din coroana ei.
- Gizel este capra Morăcănosului.
- Grim este iubitul lui Hildy. Este prostuț, malefic, râde la glumele Globului și o mai supără pe Hildy, deși vrea să o ajute.
- Hildy este iubita lui Grim. Este supărată mai mereu și vrea coroana reginei. E sensibilă la mizerie și îi urăște pe pitici.
- Globul este un glob glumeț, dar numai Grim râde la glumele lui. El știe foarte multe.
- Piersicuță este un porc mistreț magic leneș al lui Grim și al lui Hildy. Grim o iubește, dar Hildy o urăște puțin pentru că e foarte înceată.

## Legături externe
- Site web oficial
- Cei 7 la Internet Movie Database
- The 7D la Big Cartoon DataBase